# Sturmpanzer IV

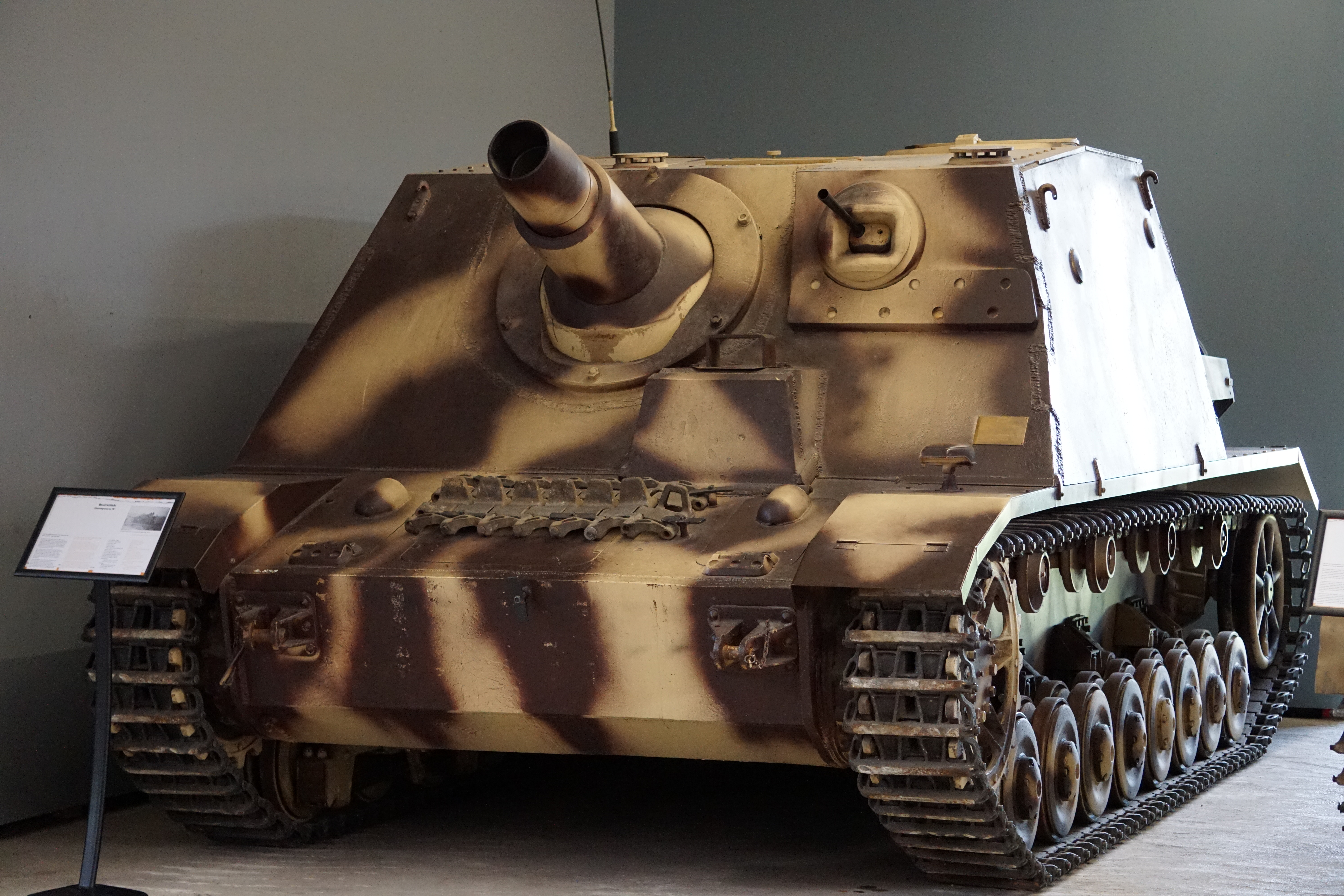
Sturmpanzer IV (ausgestellt im Panzermuseum Munster)

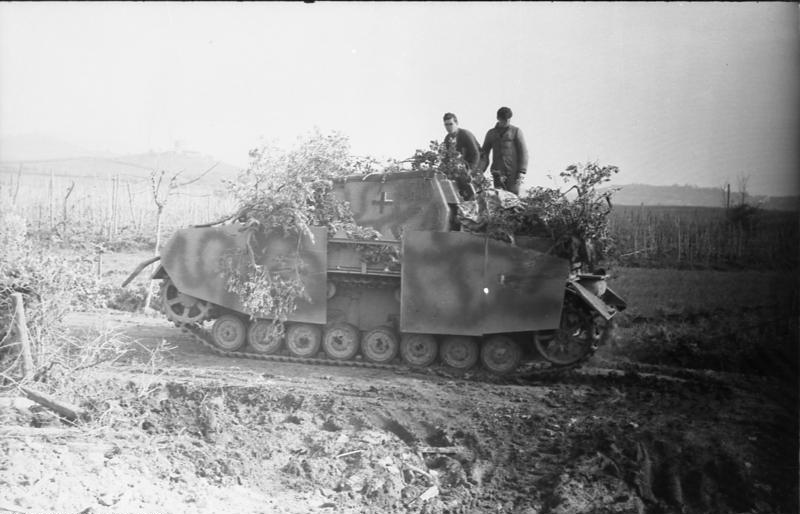
Getarnter Sturmpanzer IV in Italien

Der Sturmpanzer IV (Sd.Kfz. 166) ist eine stark gepanzerte Artillerie-Selbstfahrlafette mit einer 15-cm-Haubitze, welche im Zweiten Weltkrieg für den Kampf im urbanen Umfeld und die Nahunterstützung der Infanterie unter Panzerschutz entwickelt worden ist und welche nach ihrer Einführung 1943 von der deutschen Wehrmacht eingesetzt wurde.

## Namensgebung
Das Fahrzeug wurde, nachdem man seinen improvisierten, nur in Kleinserie gefertigten Vorgänger, das Sturminfanteriegeschütz 33, basierend auf dem Grundkonzept eines Sturmgeschützes entworfen hatte, per Entscheidung von Adolf Hitler am 4. Mai 1943 als Sturmpanzer bezeichnet. Diese Benennung sollte das Fahrzeug zum einen durch eine klare Unterscheidung von den Sturmgeschützen und Sturmhaubitzen abgrenzen und die von Hitler auf Drängen Guderians beschlossene Klassifizierung als Panzerjäger dokumentieren, wodurch das Fahrzeug nicht mehr zur Waffengattung Artillerie, sondern zur Panzertruppe gehörte.
Während der Entwicklungsgeschichte wurden in unterschiedlichen Dokumenten unter anderem jedoch auch die Bezeichnungen Sturmhaubitze 43, Gerät 581 – Sturmpanzerwagen 604/16 und Sturmgeschütz IV für 15 cm Stu.Haub.43 verwendet.
Das Ergebnis war somit der Sturmpanzer IV, der bei den deutschen Truppen auch als „StuPa“ bezeichnet wurde. Der heute häufig anzutreffende Namenszusatz „Brummbär“ wird im Ursprung einer Benennung durch die alliierten Streitkräfte zugeschrieben, da Unterlagen diese Bezeichnung sowohl in britischen als auch amerikanischen Dokumenten belegen.

## Hintergrund
Im Herbst kam während der Kämpfe um Stalingrad die Forderung nach einem Unterstützungsfahrzeug auf, das im dortigen Häuserkampf Gebäude mit einem oder zumindest wenigen Schuss zum Einsturz bringen konnte. Hierzu war ein großkalibrige Waffe mit einer entsprechenden Munition mit großer Sprengwirkung erforderlich. Es hatte sich bereits gezeigt, dass die vorhandene 7,5-cm-Kanone der Sturmgeschütze für diese Aufgabe nicht geeignet waren.
Zur kurzfristigen Lösung der Anforderung gelang der Altmärkischen Kettenwerke (ALKETT) im September 1942 in kürzester Zeit die Fertigung einer Versuchsserie auf Reparaturfahrgestellen des Panzerkampfwagens III mit einem kastenförmigen Aufbau zur Unterbringung der erst 1942 von Skoda entwickelten 15-cm-sIG-33/1 durchzuführen. Hiervon wurden die ersten 12 Fahrzeuge im Oktober 1942 zu jeweils 6 Fahrzeugen auf die Sturmgeschütz-Abteilung 177 und die Sturmgeschütz-Abteilung 244 im Raum Stalingrad aufgeteilt.
Die Erfahrungen mit dem Einsatz dieser innerhalb von 14 Tagen konstruierten Fahrzeuge halfen später bei der Entwicklung der Sturmpanzer IV.

## Entwicklung
Während die Fertigung der improvisierten Sturminfanteriegeschütze lief, beschäftigte man sich bei ALKETT bereits mit der Entwicklung eines Fahrzeuges auf dem Fahrgestell des Panzerkampfwagen IV. Eine Entwicklergruppe unter dem verantwortlichen Chefingenieur Michaels entwarf einen neuen Aufbau mit gewinkelten Panzerplatten für den Aufbau und einer nach hinten ansteigenden Abdeckung des Aufbaus. Aus dem Umbau der Tiger (P)-Fahrgestelle zu Jagdpanzer Ferdinand lagerten bei ALKETT noch stark gepanzerte Fahrersehklappen, die jetzt benutzt wurden. Bei Skoda wurde eine kugelgelagerte Ausführung des 15-cm-Geschütz bestellt. Die neue Waffe für den Einbau in gepanzerte Fahrzeuge wurde im Frühjahr 1943 als 15-cm-Sturmhaubitze 43 (L/12) vorgestellt. Entweder am 6. oder am 14. Oktober wurde der Entwurf für das neue Fahrzeug von Alketts Vertretern Hitler präsentiert und von ihm freigegeben. Am 7. Februar 1943 wurde ein erstes 1:1-Modell aus Holz mit einer 100-mm-Frontpanzerung präsentiert.
Die Produktion wurde genehmigt. Eine erste Serie von 40 Fahrzeugen sollte bis zum 12. Mai fertiggestellt werden, weitere 20 Fahrzeuge sollten folgen. Bis zum April 1943 wurde das Fahrzeug als Gerät 581 – Sturmpanzerwagen 604/16 (Alkett) sIG auf Panzer IV mit kardanischem Fahrwerk bezeichnet. Im April 1943 wurde die Typnummer Sd.Kfz. 166 vergeben.

## Produktion
Die Serienfertigung begann nicht mit neuen Fahrzeugen in einem der bekannten Fertigungsstätten des Panzerkampfwagen IV, sondern in der Heeres-Kraftfahrzeug-Werkstatt Wien (HKW Wien) des dortigen Heereszeugamtes. Diese Werkstatt war bereits erfahren in der Instandsetzung von Panzer IV und verfügte über die erforderlichen Einrichtungen, um die geplante erste Serie von 60 Fahrzeugen auf dort vorhandenen, generalüberholten Fahrgestellen zu montieren. Für die Fertigung der Sturmpanzer wurden ausschließlich Fahrgestelle der Ausführungen E, F und G verwendet, welche alle über eine 50-mm-Bugpanzerplatte verfügten und auf den aktuellen technischen Stand der Ausführung G gebracht wurden. Für die 100 mm starke Frontpanzerung wurde eine zweite 50-mm-Panzerplatte auf der Bugplatte mit Bolzen befestigt und der untere Bug ebenfalls mit einer 30-mm-Panzerplatte mittels Bolzen auf eine Stärke von insgesamt 60 mm gebracht. Im April 1943 wurden die ersten 20 Fahrzeuge fertiggestellt und im Mai folgten weitere 40 Fahrzeuge.
Bei den ersten Versuchen ergab sich ein Gewicht von 28,2 Tonnen (inkl. 5 Mann Besatzung, Aufbau und 38 Schuss Munition für das 15-cm-sIG 33), daher waren Motor und Fahrgestell stark überlastet. Es wurden Maßnahmen erforderlich, um Gewicht einzusparen und das Fahrwerk zu verstärken. Hierzu zählte ein Auftrag an Skoda, die Waffe leichter zu machen. Das Ergebnis war die ab Dezember 1943 ausgelieferte 15-cm-Sturmhaubitze 43/1. Bereits im März wurde die gummigefederte Laufrolle (470 mm Durchmesser) eingeführt, welche später bei den meisten Fahrzeugen für die vorderen Rollenwagen oder auch bei allen Rollenwagen zum Einsatz kamen.
Auch die zweite Fertigungsserie mit 80 gebauten Fahrzeugen wurde von November 1943 bis Mai 1944 in der Heeres-Kraftfahrzeug-Werkstatt Wien gebaut. Hierzu wurden vom Nibelungenwerk in Sankt Valentin auch neue Panzerfahrgestelle geliefert. Die Aufbauten wurden in den Eisenwerken Oberdonau und Böhler in Kapfenberg produziert.
Gesamtverantwortlich für die Produktion waren die österreichischen Firmen Saurer und Simmering-Graz-Pauker.
Ab Frühjahr 1944 wurde die Weiterentwicklung und Produktionsverantwortung an die Deutschen Eisenwerke in Duisburg übertragen, die ersten dort produzierten Fahrzeuge wurden ab Juni 1944 ausgeliefert.
Aufgrund der ersten erfolgreichen Fronteinsätze wurde eine Serie von monatlich zehn Fahrzeugen von Dezember 1943 an beschlossen.
Übersicht über die monatliche Fertigung
| Produktionszahlen des Sturmpanzer IV |         |        |         |         |         |         |         |         |        |         |         |         |         |         |         |         |         |         |         |        |
| Monat                                | Apr. 43 | Mai 43 | Nov. 43 | Dez. 43 | Jan. 44 | Feb. 44 | Mrz. 44 | Apr. 44 | Mai 44 | Jun. 44 | Jul. 44 | Aug. 44 | Sep. 44 | Okt. 44 | Nov. 44 | Dez. 44 | Jan. 45 | Feb. 45 | Mrz. 45 | Gesamt |
| Stückzahl                            | 20      | 40     | 4       | 10      | 20      | 15      | 16      | 12      | 3      | 40      | 30      | 20      | 19      | 14      | 3       | 23      | 1       | 13      | 3       | 306    |

Bestand
- am 1. Januar 1944: 31 Stück
- am 1. Juli 1944: 163 Stück
- am 1. Dezember 1944: 184 Stück

Fahrgestell-Nummern
80501–89501 (1.–3. Baulos), 89531-unbekannt

## Ausführungen
Eine Unterscheidung der Ausführungen durch fortlaufenden Buchstaben gab es bei diesem Fahrzeugtyp nicht. Die Ausführungen werden in die folgenden drei Baulose gegliedert:
- Sturmpanzer 43 – 1. Serie (60 Fahrzeuge)
  - 60 Stück, ab April 1943 hergestellt (siehe Produktion)
  - 15-cm-Sturmhaubitze 43 L/12

- Sturmpanzer 43 – 2. und 3. Serie
  - Fahrgestell des Pz.Kpfw.IV Ausf.H
  - 15-cm-Sturmhaubitze 43/1 L/12
  - modifizierter Fahrererker (Winkelspiegel statt Fahrersichtklappe)
  - verlängerte Panzerung der Kugelblende
  - beide Ventilatoren an der Aufbaurückwand entfielen
  - nur noch ein Antennenfuß
  - die Richtschützenluke entfiel
  - neue Halterungen für die Ersatzlaufrollen an der Rückseite der Motorraumpanzerung
  - Schutzplatte oberhalb des Auspuffes

- Sturmpanzer 43 – 4. Serie (162. Fahrzeuge)
  - ab Juni 1944 auf Fahrgestell des Pz.Kpfw.IV Ausf.J
  - komplett überarbeiteter Aufbau (rechteckige Form)
  - ein MG 34 in Kugellafette oberhalb des Fahrererkers
  - neue Kommandantenluke (identisch mit StuG III Ausf.G)
  - neue Auspuffanlage
  - zwei neue Ventilatoren im vorderen Dachbereich zur besseren Entlüftung des Kampfraumes
  - kleiner Anbau an der Aufbaurückwand mit Einstiegsluke
  - die Mehrzahl der Fahrzeuge mit acht Stahllaufrollen pro Seite, aber auch Fahrzeuge mit nur den ersten oder ersten beiden Laufrollenwagen mit Stahllaufrollen

Des Weiteren gab es Unterschiede beim Äußeren des Kanonenrohrs. Die frühe Ausführung hatte ein konisch zulaufendes Rohr, während die Abschlussausführung der Waffe ein abgestuftes, vorne jedoch gerades Rohr hatte.

## Munition
Im Sturmpanzer IV kamen folgende zwei Munitionsarten zur Verwendung:
- Igr 38 FES – ein 38 kg schweres Sprenggeschoss zur Bekämpfung von Gebäuden, aus denen Widerstand geleistet wurde, von Bunkern und Feldstellungen,
- Igr 39 HI/A – ein 25 kg schweres Hohlladungsgeschoss zur Bekämpfung gepanzerter Fahrzeuge.

Bei beiden Typen waren Geschoss und Treibladung voneinander getrennt.

## Zielvorrichtung

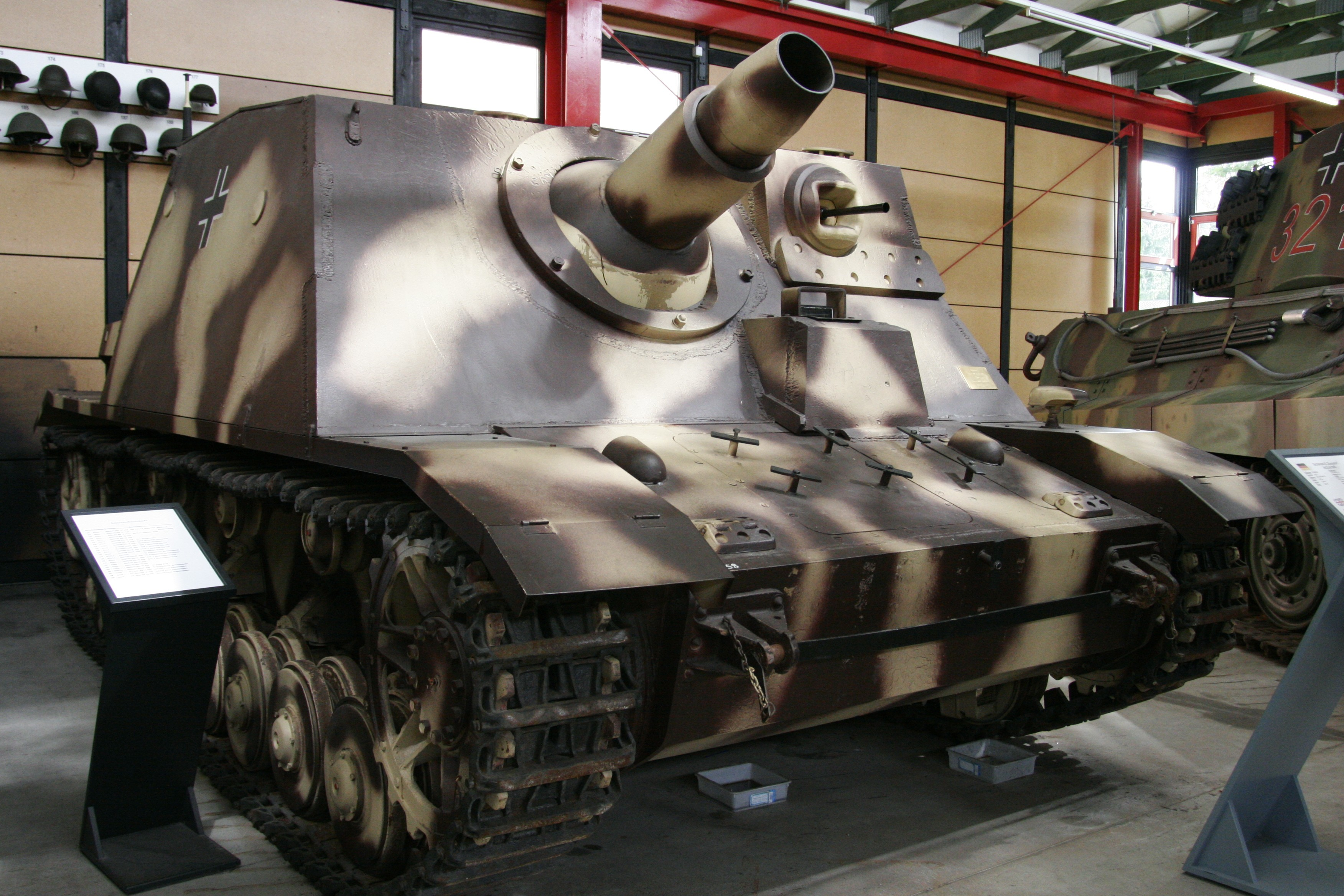
Sturmpanzer IV „Brummbär“ (ausgestellt im Panzermuseum Munster)

Alle Sturmpanzer IV waren mit dem Selbstfahrlafetten-Zielfernrohr 1a (Sfl.Zf 1a) ausgerüstet. Zudem verfügte der Kommandant über ein Scherenfernrohr.

## Einsatz
Seinen ersten Einsatz hatte der Sturmpanzer beim „Unternehmen Zitadelle“ im Juli 1943, wo er in der neuaufgestellten Sturmpanzer-Abteilung 216 eingesetzt wurde.
Die gewichtsmäßige Überbelastung des Pz.Kpfw.IV-Fahrgestells führte immer wieder zu Beschädigungen im Laufwerks- und Vorgelegebereich. Dieser Mangel konnte auch durch die Einführung der Stahllaufrollen nicht behoben werden.
Seine Panzerung war mit 100 mm an der Front und 50 mm seitlich ein wirkungsvoller Schutz. Gegen feindliche Panzer wurde er wegen der schwachen Ausdauer in der Fahrleistung wenig eingesetzt.

## Museale Rezeption
Zwei der letzten vollständigen Sturmpanzer IV stehen im Panzermuseum in Kubinka, ebenso einer im Panzermuseum Munster. Eines der Fahrzeuge bewies während eines Festivals War & Peace 2003 in England seine nach über 60 Jahren noch immer bestehende Fahr- und Einsatztüchtigkeit.

## Einzelnachweise

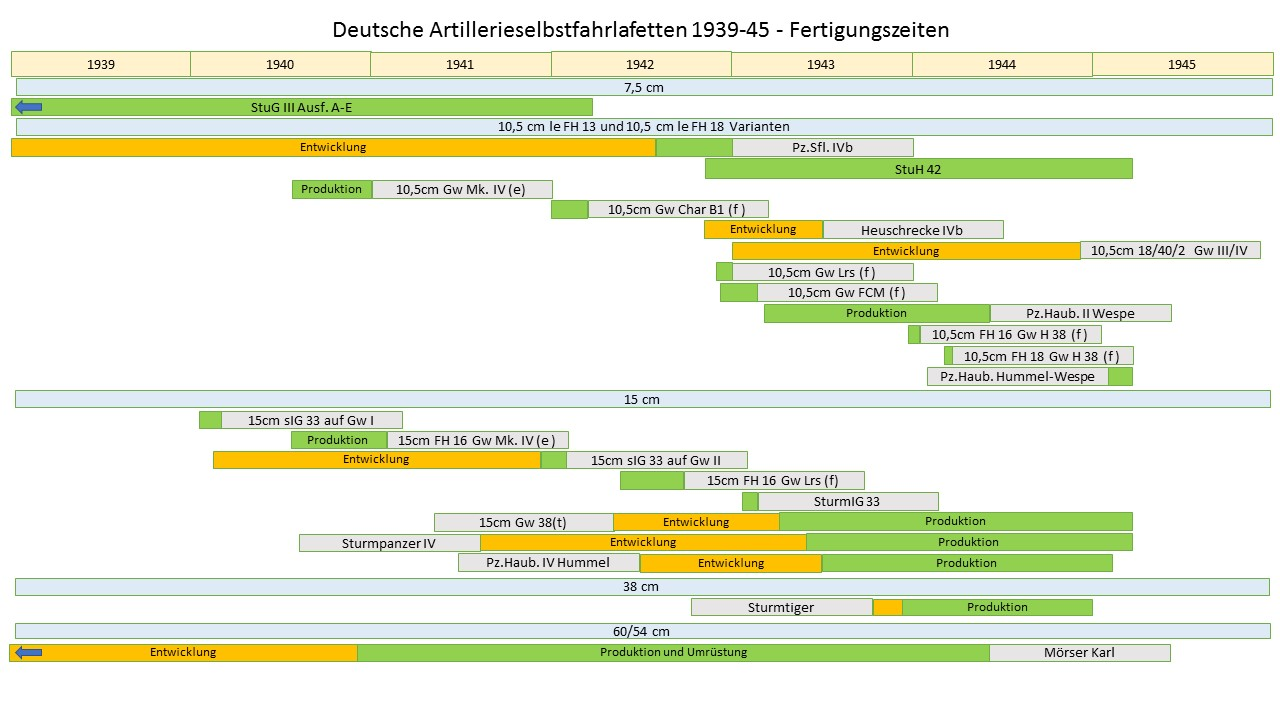